# Ótake Naoto
Ótake Naoto (Sizuoka, 1968. október 18. –) japán válogatott labdarúgó.
A japán válogatott tagjaként részt vett az 1988-as és az 1992-es Ázsia-kupán.

## Statisztika
| Japán válogatott | Japán válogatott | Japán válogatott |
| Időszak          | Mérk.            | gól              |
| ---------------- | ---------------- | ---------------- |
| 1994             | 1                | 0                |
| Összesen         | 1                | 0                |